# 福島県道144号谷田川三春線
福島県道144号谷田川三春線（ふくしまけんどう144ごう やたがわみはるせん）は、福島県郡山市から田村郡三春町に至る一般県道である。

## 路線概要
- 起点：郡山市田村町谷田川字上ノ坪
- 終点：田村郡三春町雁木田
- 総延長：18.056 km[1]
  - 実延長：16.543 km
- 路線認定年月日：1959年8月31日[2]

### 重用路線
- 福島県道65号小野郡山線（郡山市中田町下枝字久保～同市中田町下枝字稗田）
- 福島県道57号郡山大越線（田村郡三春町狐田～同町狐田字五郎内）
- 国道288号（田村郡三春町貝山字岩田〈岩田交差点〉～同町貝山字岩田〈岩田西交差点〉）

### 道路施設
- 春田大橋（さくら湖）

## 通過する自治体
- 郡山市 - 田村郡三春町

## 接続・交差する道路
- 郡山市内
  - 国道49号（田村町谷田川字上ノ坪 起点）
  - 福島県道65号小野郡山線 郡山市街地方面（中田町下枝字久保）
  - 福島県道65号小野郡山線 小野町方面（中田町下枝字稗田）
- 三春町内
  - 福島県道57号郡山大越線 郡山市街地方面（狐田）
  - 福島県道57号郡山大越線 田村市方面（狐田字五郎内）
  - 国道288号三春バイパス 田村市方面（貝山字岩田〈岩田交差点〉）
  - 国道288号三春バイパス 郡山市街地方面（貝山字岩田〈岩田西交差点〉）
  - 福島県道54号須賀川三春線（雁木田 終点）

## 沿線
- 下枝簡易郵便局
- 郡山市立御館小学校下枝分校
- 三春町立中郷小学校
- 福島さくら遊学舎
- 葛尾村役場三春出張所